# Паранормальне явище: Ніч у Токіо
«Паранормальне явище: Ніч у Токіо»|パラノーマル・アクティビティ 第2章 TOKYO NIGHT («Паранормальне явище, Глава 2: Ніч в Токіо») — японський фільм жахів 2010 року, знятий Тосікадзу Нагае в псевдодокументальному стилі. Є спін-оффом фільму Орена Пелі — «Паранормальне явище». Світова прем'єра відбулася 20 листопада 2010 року. У Росії фільм вийшов в прокат 24 лютого 2011 року.

## Зміст
Харука довгий час не була в рідній Японії. Під час її поїздки до Америки дівчина потрапила в аварію з вини героїні першої частини фільму, яка раніше була одержима демоном. Її прокляття передалося Харуці, про що за вельми неприємних обставин дізнається її брат. Він ставить камери, щоб розібратися у тому, що відбувається, але побачене не наснилося б йому навіть у страшному сні.

## Ролі
- Норіко Аоа — Харука Ямано
- Аой Накамура — Койті Ямано